# Federação Francesa de Hóquei no Gelo
A Federação Francesa de Hóquei no Gelo é o órgão que dirige e controla o hóquei no gelo da França, comandando as competições nacionais e a seleção nacional.